# Desmosoma modestum
Desmosoma modestum is een pissebed uit de familie Desmosomatidae. De wetenschappelijke naam van de soort is voor het eerst geldig gepubliceerd in 1933 door Nordenstam.